# Stefan Wincenty Frelichowski

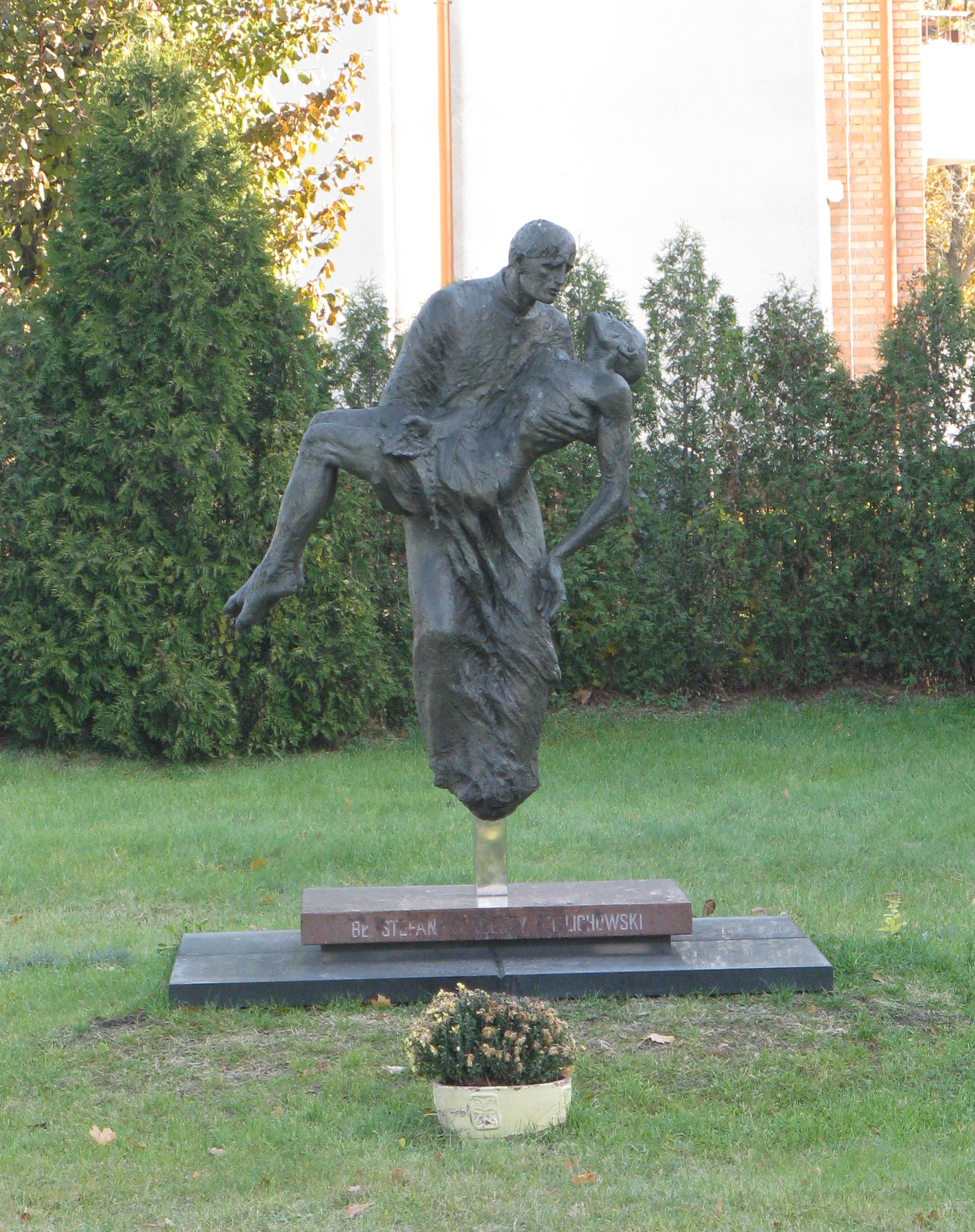
Pomnik Stefana Wincentego Frelichowskiego w Toruniu

Stefan Wincenty Frelichowski (ur. 22 stycznia 1913 w Chełmży, zm. 23 lutego 1945 w Dachau) – ksiądz, podharcmistrz, harcerz Związku Harcerstwa Polskiego, błogosławiony katolicki, patron harcerzy polskich.

## Życiorys
Urodził się 22 stycznia 1913 w Chełmży przy ul. Chełmińskiej 13 w rodzinie piekarza Ludwika Frelichowskiego oraz Marty z domu Olszewskiej. Miał dwóch starszych braci i trzy młodsze siostry.
Był ministrantem. W latach 1919–1923 uczęszczał do szkoły podstawowej, gdzie zainteresował się harcerstwem, a następnie Sodalicją Mariańską. 1 września 1923 roku wstąpił do Państwowego Gimnazjum Humanistycznego w Chełmży.
W dniu 21 marca 1927 wstąpił do Związku Harcerstwa Polskiego, do 2 Pomorskiej Drużyny Harcerzy im. Zawiszy Czarnego w Chełmży. W czerwcu 1927 złożył przyrzeczenie Harcerskie. W okresie tym trenował też wioślarstwo w Chełmżyńskiego Towarzystwa Wioślanego.
W czerwcu 1931 w Chełmży zdał maturę, a jesienią wstąpił do Wyższego Seminarium Duchownego w Pelplinie. W seminarium prowadził ożywioną działalność w różnych organizacjach i kołach seminaryjnych: w ruchu abstynenckim, w akcji misyjnej i charytatywnej na terenie diecezjalnego Caritas. Należał do Seminaryjnego Koła Charytatywnego Kleryków.
14 marca 1937 przyjął święcenia kapłańskie w katedrze pelplińskiej z rąk biskupa chełmińskiego Stanisława Wojciecha Okoniewskiego. Najpierw pełnił obowiązki sekretarza i kapelana biskupiego, w styczniu 1938 r został mianowany wikariuszem parafii Świętej Trójcy w Wejherowie a od 1 września 1938 wikariusza parafii pw. Wniebowzięcia Najświętszej Marii Panny w Toruniu. Dał się poznać jako wzorowy kapłan, opiekun chorych, przyjaciel dzieci i młodzieży, redaktor „Wiadomości Kościelnych parafii NMP w Toruniu”. Na łamach „Wiadomości” krytykował ideologię nazistowską i komunistyczną, znieczulicę klasy wyższej na krzywdę moralną i materialną ubogich mieszkańców Torunia, problem alkoholizmu w Polsce. Jednocześnie pełnił funkcje kapelana Pomorskiej Chorągwi Harcerzy ZHP. W przededniu wybuchu II wojny światowej uczestniczył w Pogotowiu Harcerek i Harcerzy.
11 września 1939 został aresztowany przez Gestapo wraz z wszystkimi księżmi ze swojej parafii. Następnego dnia niemal wszystkich zwolniono, jedynie ks. S. W. Frelichowski przebywał w więzieniu przez kilka kolejnych dni. Prawdopodobną przyczyną tego była jego przedwojenna działalność w harcerstwie i silny wpływ na młodzież. Od 17 do 21 października nastąpiły dalsze masowe aresztowania Polaków w Toruniu. Ks. Frelichowski został ponownie aresztowany 18 lub 19 października 1939 roku. Został osadzony w Forcie VII Twierdzy Toruń.
10 stycznia 1940 został przewieziony do obozu przejściowego w Gdańsku-Nowym Porcie. Po kilku dniach trafił do obozu koncentracyjnego w Stutthofie, gdzie przebywał do kwietnia 1940. Następnie przez krótki okres pracował w żwirowni w Grenzdorfie.
10 kwietnia 1940 został wywieziony do obozu koncentracyjnego Sachsenhausen. Tam został skierowany do pracy w kostnicy. Ze względu na swoją postawę był tam szczególnie szykanowany przez służbę obozową. 14 grudnia 1940 został przeniesiony do obozu w Dachau. Trafił do bloku 30, otrzymał numer obozowy 22492.
Podczas pobytów w obozach koncentracyjnych kontynuował posługę kapłańską. Podczas pobytu w obozach koncentracyjnych nie podpisał tzw. Volkslisty. W 1943 roku wraz z księżmi Bernardem Czaplińskim i Józefem Jasińskim zorganizował „Caritas” (również: „Caritas bloku 28”).

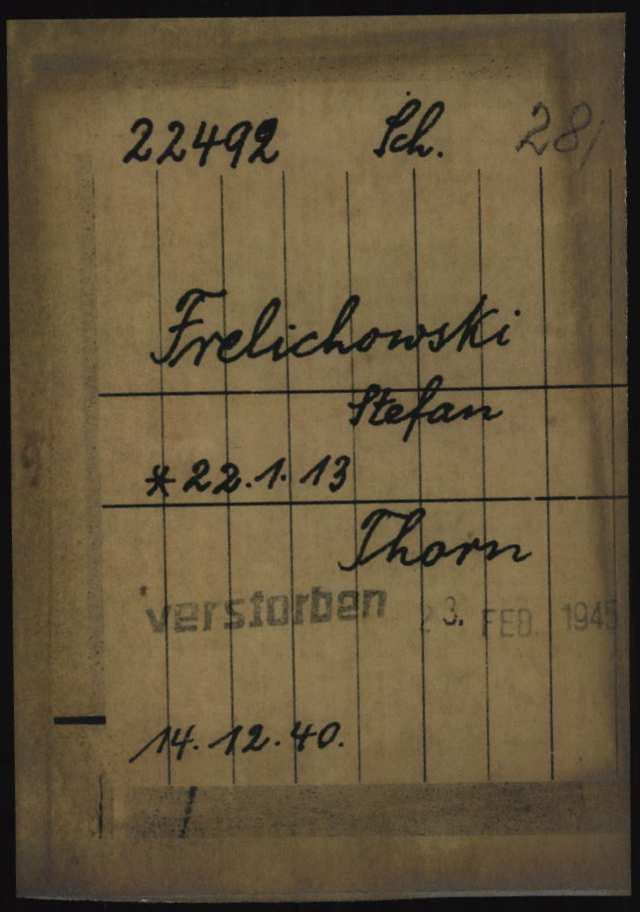
Karta rejestracyjna Stefana Wincentego Frelichowskiego jako więźnia w nazistowskim obozie koncentracyjnym w Dachau

Na przełomie 1944 i 1945 w obozie Dachau wybuchła epidemia tyfusu plamistego i duru brzusznego. Ks. Frelichowski zaangażował się w pomoc chorym. Podczas udzielania pomocy sam zaraził się tyfusem plamistym, który w połączeniu z zapaleniem płuc doprowadził w dniu 23 lutego 1945 do jego śmierci. Zwłoki ks. Frelichowskiego zostały wystawione na widok publiczny. Przed kremacją ciała z jego prawej dłoni amputowano dwa palce. Jeden z palców zagipsowano i umieszczono w szkatule, która w 1985 trafiła do kościoła Najświętszej Maryi Panny w Toruniu. Powstała również maska pośmiertna autorstwa przedwojennego studenta medycyny Stanisława Bieńki. Maska wraz ze schowanymi w niej kośćmi palców została zakopana na polu na obrzeżach obozu. Po wojnie maskę odkopał ks. Marian Żelazek.
Postanowieniem prezydenta Bolesława Bieruta z 17 kwietnia 1948 został pośmiertnie odznaczony Krzyżem Oficerskim Orderu Odrodzenia Polski za wybitne zasługi położone w walce o Demokrację i Niepodległość.
22 lutego 2003 w Katedrze polowej Wojska Polskiego w Warszawie ks. Frelichowskiego ogłoszono patronem harcerstwa w Polsce.
Postanowieniem prezydenta Andrzeja Dudy z dnia 23 lutego 2025 został pośmiertnie odznaczony Krzyżem Wielkim Orderu Odrodzenia Polski.

## Upamiętnienia
- Wyższe Seminarium Duchowne Diecezji Toruńskiej im. Błogosławionego Księdza Stefana Wincentego Frelichowskiego w Toruniu (od 8 września 1993)[26]
- Szkoła podstawowa w Turzy Wielkiej, gmina Działdowo (od 15 kwietnia 2005)[27]
- Szkoła Podstawowa nr 19 w Toruniu (od 16 grudnia 2010)[28]
- Szkoła Podstawowa nr 3 w Chełmży[29]
- Patron 63 Kampinoskiej Drużyny Harcerek „Droga” (od lutego 2018)[30]
- Szkoła Podstawowa w Nicwałdzie (od 12 października 2018)[31]

## Relikwie i sanktuaria
Relikwie pozostałe po nim przechowywane są m.in. w ścianie sanktuarium bł. Stefana Wincentego Frelichowskiego w kościele pw. Wniebowzięcia Najświętszej Maryi Panny w Toruniu, w Wyższym Seminarium Duchownym Diecezji Toruńskiej, w kaplicy Pałacu Prezydenckiego w Warszawie.

## Proces beatyfikacyjny

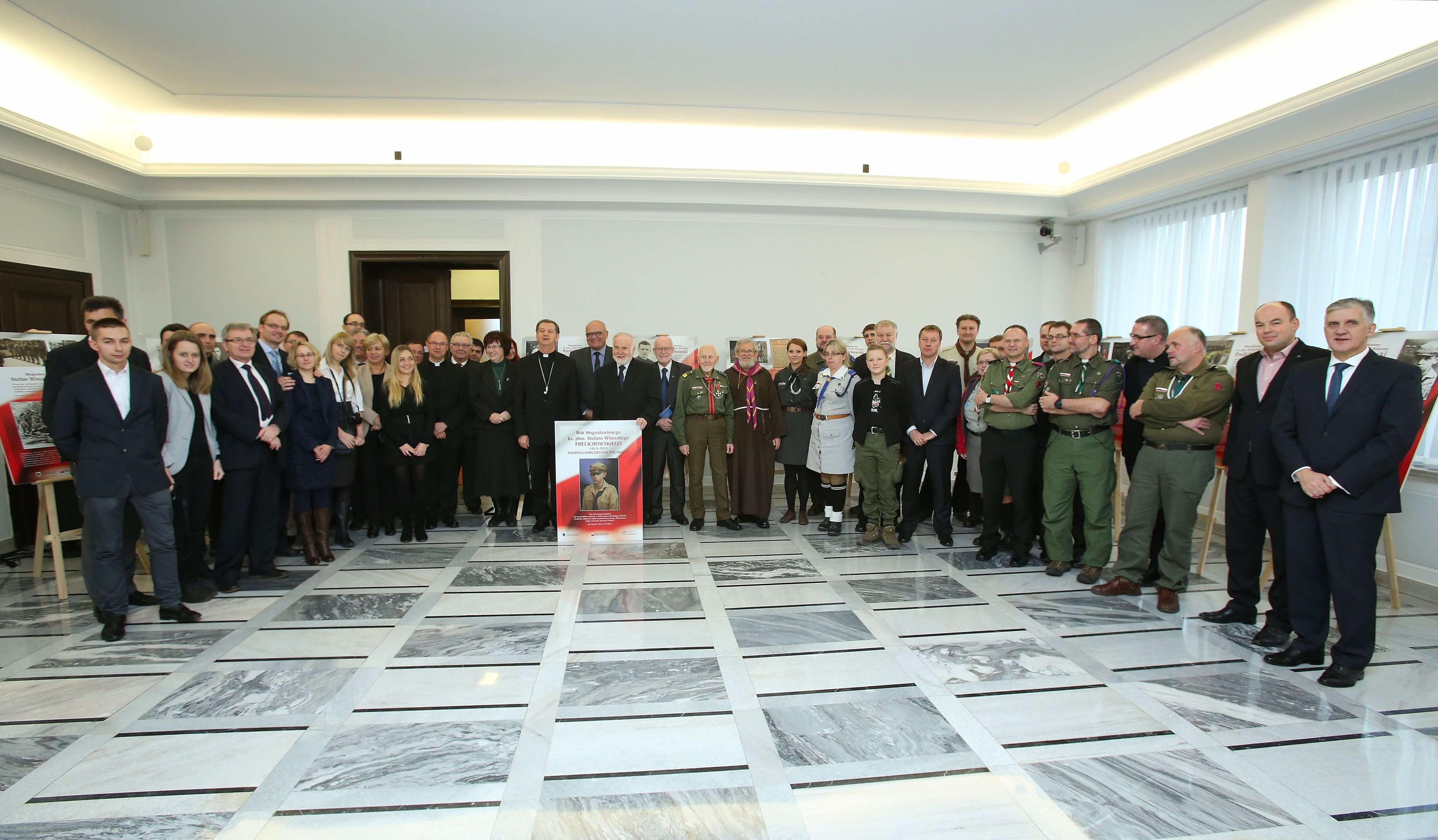
Otwarcie wystawy 100. rocznica urodzin bł. ks. phm. Stefana W. Frelichowskiego w Senacie RP

Prace przygotowawcze celem wszczęcia procesu informacyjnego, poprzedzającego beatyfikację, prowadził do 1961 ks. dr Kazimierz Józef Kowalski. Proces rozpoczął się w 1963, toczył się o tzw. heroiczność cnót. W latach 1964–1972 i 1982–1992 przesłuchiwano świadków. Dalsze prace procesowe podjął 12 stycznia 1994 bp tor. ks. bp dr Andrzej Suski. Dochodzenie diecezjalne w sprawie męczeństwa ks. Frelichowskiego zakończyło się 18 lutego 1995. 7 czerwca 1999 w Toruniu Jan Paweł II na toruńskim lotnisku dokonał beatyfikacji ks. Frelichowskiego.

## Rok 2013 – Rokiem bł. ks. phm. Stefana Wincentego Frelichowskiego
Z okazji przypadającej w 2013 roku 100. rocznicy urodzin Stefana Wincentego Frelichowskiego, a także 75. rocznicy mianowania go kapelanem Chorągwi Pomorskiej ZHP i 10. rocznicy ogłoszenia patronem polskich harcerzy, Rada Naczelna ZHP podjęła w dniu 18 listopada 2012 uchwałę, w której wyraziła najwyższe uznanie i oddała hołd tej niezwykłej postaci, harcerza i kapłana, który całym życiem pełnił służbę Bogu i ludziom. Rada Naczelna ZHP ogłosiła jednocześnie rok 2013 „Rokiem bł. ks. phm. Stefana Wincentego Frelichowskiego – patrona polskich harcerzy” i zachęciła wszystkie komendy do podjęcia działań w celu jego uczczenia.
Z okazji 100. rocznicy urodzin Stefana Wincentego Frelichowskiego, w dniach 6-12 sierpnia 2013 w Toruniu odbył się międzynarodowy zlot harcerzy i skautów „Wicek 2013”.